# 秋田県道320号南郷黒沢線
秋田県道320号南郷黒沢線（あきたけんどう320ごう なんごうくろさわせん）は、秋田県横手市を通る一般県道である。

## 概要
横手市山内南郷から北上し、国道107号・黒沢集落、JR東日本北上線 黒沢駅前へ抜ける道路である。ほぼ全線が未改良区間で、道幅が狭い。

### 路線データ
- 総延長 : 4.511 km[2]
- 実延長 : 4.511 km[2]
- 起点 : 秋田県横手市山内南郷字南郷坂14番2（大戸交差点・秋田県道40号横手東成瀬線交点）[3]北緯39度15分7.2秒 東経140度41分6.9秒
- 終点 : 秋田県横手市山内黒沢字石田74番（国道107号交点）[3]北緯39度16分28.7秒 東経140度41分53.0秒
- 未供用区間 : なし[2]

## 歴史
- 1995年（平成7年）4月1日 - 秋田県道に認定される[3]。

## 路線状況

### 冬期閉鎖区間
- なし[4]

### 交通不能区間
- なし[5]

## 地理

### 交差する道路
| 施設名     | 接続路線名                              | 備考 | 所在地                 |
| ---------- | --------------------------------------- | ---- | ---------------------- |
| 大戸交差点 | 秋田県道40号横手東成瀬線                | 起点 | 横手市山内南郷字南郷坂 |
|            | 国道107号 （秋田県道1号盛岡横手線重複） | 終点 | 横手市山内黒沢字石田   |

### 沿線の施設など
- JR東日本 北上線 黒沢駅